# Lousoi
Koordinaten: 38° 0′ 40,6″ N, 22° 5′ 50″ O
Lousoi (altgriechisch οἱ Λουσοί, auch Lusoi oder Lusi transkribiert) war eine antike griechische Stadt in der nördlichen Peloponnes, am Fuß des Chelmos-Gebirges. In der Antike gehörte das Gebiet zu Arkadien, heute zur Provinz Achaia. Lousoi war zunächst selbständig, später gehörte es zu Kleitor. Bekannt ist Lousoi vor allem wegen seines seit dem späten 8. Jahrhundert v. Chr. bedeutenden Artemis-Heiligtums.

## Geschichte und Mythologie
Bei den Raubzügen des Aitolischen Bundes um 220 v. Chr., die zum Bundesgenossenkrieg führten, zogen die Aitoler auch nach Lousoi und drohten, den dortigen Tempel der Artemis samt seinen Besitztümern auszurauben. Der antike Geschichtsschreiber Polybios, aus dessen Schilderung diese Ereignisse bekannt sind, erklärt weiter, dass die Verantwortlichen in Lousoi den Angreifern einen Teil des Tempelschatzes überließen und damit die Plünderung abwendeten.
Einige Jahrhunderte später erwähnt Pausanias Lousoi in seiner „Beschreibung Griechenlands“ als zu Kleitor gehörig und beschreibt den Ort weiter:
πόλιν μὲν δή ποτε εἶναι λέγουσι τοὺς Λουσούς, καὶ Ἀγησίλας ἀνὴρ Λουσεὺς ἀνηγορεύθη κέλητι ἵππῳ νικῶν, ὅτε πρώτην ἐπὶ ταῖς δέκα ἐτίθεσαν πυθιάδα Ἀμφικτύονες: τὰ δὲ ἐφ᾽ ἡμῶν οὐδὲ ἐρείπια ἔτι λειπόμενα ἦν Λουσῶν.
„Lousoi soll einst eine Stadt gewesen sein, sagt man, und Agesilas aus Lousoi wurde als Sieger im Reiten verkündet, als die Amphiktyonen die 11. Pythiade veranstalteten. Zu meiner Zeit waren nicht einmal mehr Ruinen von Lousoi übrig.“
Eingebunden ist Pausanias’ Erklärung zu Lousoi in seine Schilderung einer Begebenheit der griechischen Mythologie: Nach Lousoi soll der Seher Melampus die Töchter des Proitos gebracht haben, um sie im dortigen Artemis-Heiligtum durch Entsühnung von ihrem Wahnsinn zu heilen. Auf diese Begebenheit gehe der in Lousoi übliche Beiname (Epiklese) der Göttin als Artemis Hemerasia („die Milde“) zurück.

## Erforschung
Ausgrabungen durch die Zweigstelle Athen des Österreichischen Archäologischen Instituts fanden zuerst 1898/99 im Artemisheiligtum statt. Freigelegt wurden der Artemistempel sowie Reste der ihn umgebenden Gebäude. 1981 wurden die Grabungen wieder aufgenommen und seither in jährlichen Kampagnen fortgesetzt. Neben Nachgrabungen im Artemisheiligtum wurden zunächst Untersuchungen im hellenistischen Wohnbereich der Stadt durchgeführt. Zwischen 2001 und 2010 wurden im öffentlichen Zentrum der hellenistischen Stadt die Fundamente einer Halle, eines Ringhallentempels und eines weiteren Kultbaus ausgegraben. Ein neues Projekt befasst sich mit der Topographie und Stadtentwicklung von Lousoi.